# 6 января
6 января — 6-й день года  по григорианскому календарю.
До конца года остаётся 359 дней (360 дней в високосные годы).
До 15 октября 1582 года — 6 января по юлианскому календарю, с 15 октября 1582 года — 6 января по григорианскому календарю.
В XX и XXI веках соответствует 24 декабря по юлианскому календарю.

## Праздники и памятные дни
См. также: Категория:Праздники 6 января

### Национальные
- Ямайка — День марунов.

### Религиозные
В Древневосточных православных церквях
 — Рождество Христово и Богоявление в Армянской апостольской церкви, использующей григорианский календарь, и ряде других Древневосточных православных церквей.
 Католицизм
 — Богоявление (в этот же день совершается память трёх царей-волхвов).
 В Иерусалимской, Русской, Сербской, Грузинской православных церквях
 — На́вечерие Рождества Христова (Рождественский сочельник)
В Русской православной церкви:
 — память преподобномученицы Евгении Римской и с нею преподобномучеников Прота, Иакинфа и мученицы Клавдии (ок. 262);
 — память преподобномученика Иннокентия (Беды) (1928);
 — память священномученика Сергия (Мечёва), пресвитера (1942);
 — память преподобного Николая монаха (IX в.).

### Именины
- Православные: Агата и Агафа/Агафья, Антиох, Афродисий, Ахаик, Ахмед/Ахмет, Витимион, Евгения, Евсузий, Иакинф, Иннокентий, Клавдия, Николай, Прот, Сергей

## События
См. также: Категория:События 6 января

### До XX века
- 563 — заново освящён собор Святой Софии в Константинополе, пострадавший после землетрясения 557 года.
- 1066 — Гарольд Годвинсон становится королём Англии.
- 1217 — орден меченосцев совершил рейд в новгородские земли.
- 1322 — Стефан Урош III Дечанский стал королём Сербии.
- 1449 — Константин XI Палеолог стал последним византийским императором.
- 1540 — Генрих VIII женился на Анне Клевской.
- 1579 — заключение Аррасской унии, начало процесса объединения Нидерландов.
- 1626 — Людовик XIII велел разбить сад с лекарственными растениями (ныне парижский Сад растений)[3].
- 1781 — Англо-французская война: битва за Джерси.
- 1813 — манифест Александра I об окончании Отечественной войны.
- 1834 — состоялось официальное принятие Государственного гимна Российской империи «Боже, царя храни!»
- 1870 — в Вене открыт Музикферайн.
- 1896 — премьера фильма «Прибытие поезда на вокзал Ла-Сьота» братьев Люмьер.

### XX век
- 1907 — Мария Монтессори открыла в Риме «Дом детей» для детей представителей рабочего класса.
- 1912
  - Немецкий геофизик Альфред Вегенер представил теорию дрейфа материков.
  - Нью-Мексико стал 47-м по счёту штатом США.
- 1929
  - Король сербов, хорватов и словенцев Александр I Карагеоргиевич распустил Скупщину и установил диктатуру.
  - Генрих Гиммлер стал главой СС.
  - 18-летняя будущая мать Тереза прибыла в Калькутту для помощи бедным и больным людям.
- 1937 — в СССР прошла вторая Всесоюзная перепись населения.
- 1941 — президент США Франклин Рузвельт провозгласил «четыре свободы»
- 1943 — для личного состава Красной Армии введены погоны.
- 1954 — в составе РСФСР образованы Белгородская и Липецкая области, а также упразднённые впоследствии Каменская и Балашовская области.
- 1960 — катастрофа DC-6 под Уилмингтоном.
- 1978 — Государственный секретарь США Сайрус Вэнс передаёт правительству Венгрии корону святого Иштвана.
- 1992
  - Военный переворот в Грузии: президент Звиад Гамсахурдия бежал из страны.
  - Самопровозглашённая Нагорно-Карабахская Республика объявляет независимость.
- 1994 — нападение на американскую фигуристку Нэнси Керриган.

### XXI век
- 2015 — открытие экзопланеты с самым высоким Индексом подобия Земле — Kepler-438 b.
- 2019
  - Мухаммад V ушёл в отставку с поста верховного правителя Малайзии.
  - Православная церковь Украины получила автокефалию.
- 2021 — захват Капитолия США.
- 2022 — началась операция ОДКБ в Казахстане.

## Родились
См. также: Категория:Родившиеся 6 января

### До XIX века
- 1367 — Ричард II (ум. 1400), английский король (1377—1399).
- 1412 — Жанна д’Арк (сожжена на костре в 1431 по обвинению в ереси и колдовстве), национальная героиня Франции.
- 1486 — Мартин Агрикола (ум. 1556), немецкий теоретик музыки, композитор, педагог.
- 1596 — Богдан Хмельницкий (ум. 1657), гетман Войска Запорожского, украинский полководец и государственный деятель.
- 1621 — Иоаким (в миру Ива́н Петро́вич Савёлов-пе́рвый ум. 1690), патриарх московский (1674—1690).
- 1655 — Якоб Бернулли (ум. 1705), швейцарский математик.
- 1712 — Мария Меншикова (ум. 1730), дочь князя Александра Меншикова, «порушенная невеста» императора Петра II.
- 1745 — Жак-Этьенн Монгольфье (ум. 1799), младший из двух братьев Монгольфье, изобретатель воздушного шара.
- 1766 — Хосе Гаспар Родригес де Франсия (ум. 1840), один из первых руководителей независимого Парагвая, Верховный диктатор страны (1816—1820).
- 1783 — митрополит Филарет (в миру Василий Дроздов; ум. 1867), русский православный богослов XIX века.

### XIX век
- 1812 — Мельхора Акино (ум. 1919), филиппинская революционерка, «Великая женщина революции».
- 1814 — Константин Кретиус (ум. 1901), немецкий живописец, действительный член Берлинской академии искусств.
- 1822 — Генрих Шлиман (ум. 1890), немецкий археолог, раскопавший легендарную Трою.
- 1832 — Гюстав Доре (ум. 1883), французский гравёр, иллюстратор и живописец.
- 1838 — Макс Брух (ум. 1920), немецкий композитор и дирижёр.
- 1848 — Христо Ботев (убит в 1876), болгарский поэт, революционер и национальный герой.
- 1850 — Франц Ксавер Шарвенка (ум. 1924), немецкий композитор, пианист, дирижёр.
- 1861 — Виктор Орта (ум. 1947), бельгийский архитектор, представитель модерна.
- 1865 — Николай Марр (ум. 1934), российский и советский востоковед, кавказовед, филолог, историк, этнограф, археолог.
- 1868 — Витторио Монти (ум. 1922), итальянский скрипач, композитор и дирижёр.
- 1872 — Александр Скрябин (ум. 1915), русский композитор и пианист.
- 1873 — Наум Аронсон (ум. 1943), лифляндский и французский скульптор и общественный деятель.
- 1878 — Карл Сэндберг (ум. 1967), американский поэт, историк, романист, фольклорист, лауреат Пулитцеровской премии.
- 1879 — Галиаскар Камал (ум. 1933), татарский советский драматург, публицист, общественный деятель.
- 1883 — Джебран Халиль Джебран (ум. 1931), ливанский и американский философ, художник, поэт и писатель.
- 1884 — Исаак Бродский (ум. 1939), российский и советский художник, основатель ленинианы.
- 1893 — Михаил Геловани (ум. 1956), актёр и режиссёр театра и кино, народный артист СССР.
- 1897 — Ференц Салаши (ум. 1946), венгерский ультраправый политик, основатель и лидер фашистской партии Скрещённые стрелы.
- 1899 — Пётр Константинов (ум. 1973), актёр театра и кино, народный артист СССР.
- 1900 — Александр Адамович (расстрелян в 1937), белорусский советский партийный и государственный деятель.

### XX век
- 1904 — Афанасий Ермолаев (ум. 1977), советский конструктор танков, дважды лауреат Сталинской премии.
- 1905
  - Казис Борута (ум. 1965), литовский и советский поэт, писатель-прозаик, переводчик, общественный деятель.
  - Эрик Фрэнк Рассел (ум. 1978), английский писатель-фантаст.
- 1908 — Святослав Кнушевицкий (ум. 1963), советский виолончелист, профессор Московской консерватории.
- 1911 — Николай Крючков (ум. 1994), актёр театра и кино, народный артист СССР, Герой Социалистического Труда.
- 1913
  - Эдвард Герек (ум. 2001), польский политик, в 1970—1980 гг. первый секретарь ЦК ПОРП.
  - Лоретта Янг (наст. имя Гретхен Янг; ум. 2000), американская актриса, лауреат премий «Оскар», «Золотой глобус» и др.
- 1930 — Виленин Гарбузов (ум. 2013), советский и российский психотерапевт, психоневролог, философ, писатель.
- 1931 — Эдгар Лоренс Доктороу (ум. 2015), американский писатель, сценарист.
- 1933 — Олег Макаров (ум. 2003), советский космонавт, дважды Герой Советского Союза.
- 1934 — Нина Иванова (ум. 2020), советская киноактриса и кинорежиссёр.
- 1936 — Хулио Мария Сангинетти, президент Уругвая (1985—1990 и 1995—2000).
- 1938
  - Василий Стус (ум. 1985), украинский поэт, диссидент, политзаключённый, Герой Украины.
  - Адриано Челентано, итальянский киноактёр, певец, музыкант, кинорежиссёр, телеведущий, общественный деятель.
  - Лариса Шепитько (погибла в 1979), советский кинорежиссёр, сценарист и актриса.
- 1939 
  - Валерий Лобановский (ум. 2002), советский футболист, советский и украинский футбольный тренер.
  - Марри Роуз (ум. 2012), австралийский пловец, 4-кратный олимпийский чемпион
- 1946 — Сид Баррет (при рожд. Роджер Кит Барретт; ум. 2006), британский гитарист, певец, автор песен, один из основателей группы «Pink Floyd».
- 1947 — Иан Миллар, канадский конник, участник 10 летних Олимпийских игр
- 1948 — Андрей Малюков (ум. 2021), советский и российский кинорежиссёр, сценарист, продюсер, народный артист РФ.
- 1949 — Ричард Горовиц (ум. 2024), американский композитор, специализировавшийся на музыке к кинофильмам.
- 1953 — Малькольм Янг (ум. 2017), ритм-гитарист австралийской рок-группы AC/DC.
- 1954 — Энтони Мингелла (ум. 2008), британский кинорежиссёр, сценарист, драматург, лауреат премий «Оскар» и BAFTA.
- 1955 — Роуэн Аткинсон, английский актёр («Мистер Бин» и др.), сценарист и продюсер, дважды лауреат премии BAFTA.
- 1957 — Майкл Колин Фоул, англо-американский астрофизик и астронавт НАСА.
- 1958 — Людмила Путина (ныне Очеретная), бывшая супруга президента России В. В. Путина.
- 1960 — Наталья Бестемьянова, советская фигуристка (танцы на льду), олимпийская чемпионка (1988), 4-кратная чемпионка мира, 5-кратная чемпионка Европы.
- 1961 — Алексей Маклаков, советский и российский актёр театра и кино, певец.
- 1962 — Андрис Лиепа, советский и российский артист балета, театральный режиссёр и продюсер, народный артист РФ.
- 1964 — Сергей Кузнецов  (ум. 2022), советский и российский композитор и продюсер, основатель группы «Ласковый май».
- 1970 — Хибла Герзмава, оперная певица, народная артистка России и Абхазии.
- 1976 — Чон Ли Гён, южнокорейская шорт-трекистка, 4-кратная олимпийская чемпионка (1994 и 1998)
- 1982 — Эдди Редмэйн, английский актёр, лауреат премий «Оскар», «Золотой глобус», «Тони» и др.
- 1986
  - Петтер Нортуг, норвежский лыжник, двукратный олимпийский чемпион, 13-кратный чемпион мира
  - Алекс Тёрнер, английский музыкант, фронтмен инди-рок-группы «Arctic Monkeys».
  - Ирина Шейк (при рожд. Ирина Шайхлисламова), российская супермодель и актриса.
- 1987 — Джастин Криппс, канадский бобслеист, олимпийский чемпион (2018).
- 1989 — Энди Кэрролл, английский футболист.
- 1994 — Мэйси МакЛэйн, американская актриса.
- 1996 — Кортни Итон, австралийская актриса кино и телевидения, фотомодель.

## Скончались
См. также: Категория:Умершие 6 января

### До XIX века
- 1607 — Гвидобальдо дель Монте (р. 1545), итальянский математик, механик, астроном и философ.
- 1682 — Хусепе Мартинес (р. 1600), испанский живописец.
- 1695 — Кристиан Альбрехт (р. 1641), герцог Гольштейн-Готторпский (с 1659), князь-епископ Любекский.
- 1730 — Мария Меншикова (р. 1712), дочь князя Александра Меншикова, «порушенная невеста» императора Петра II.

### XIX век
- 1831 — Родольф Крейцер (р. 1766), французский скрипач и композитор.
- 1852 — Луи Брайль (р. 1809), французский преподаватель, изобретатель шрифта для слепых.
- 1866 — Венсеслао Роблес, парагвайский военачальник, бригадный генерал.
- 1875 — Пётр Высоцкий (р. 1797), польский офицер, участник национально-освободительного движения.
- 1884 — Грегор Иоганн Мендель (р. 1822), чешско-австрийский биолог, ботаник, монах-августинец, основоположник генетики.

### XX век
- 1918 — Георг Кантор (р. 1845), немецкий математик, основатель теории множеств.
- 1919 — Теодор Рузвельт (р. 1858), 26-й президент США (1901—1909), лауреат Нобелевской премии мира (1906).
- 1929 — Дмитрий Коновалов (р. 1845), русский советский химик, метролог, академик АН СССР.
- 1942 — Александр Беляев (р. 1884), русский советский писатель-фантаст.
- 1944 — Всеволод Фредерикс (р. 1885), русский физик и геофизик, специалист по физике жидких кристаллов.
- 1945 — Владимир Вернадский (р. 1863), русский советский учёный-естествоиспытатель, мыслитель, основатель учения о ноосфере.
- 1949 — Виктор Флеминг (р. 1889), американский кинорежиссёр и оператор, лауреат премии «Оскар».
- 1957 — Амвросий Бучма (р. 1891), актёр театра и кино, режиссёр и педагог, народный артист СССР.
- 1962 — Марзия Давудова (р. 1901), азербайджанская советская актриса театра и кино, народная артистка СССР.
- 1970 — Кадыр-Гулям (при рожд. Владимир Янушевский; р. 1866), российский и советский цирковой артист, акробат, атлет.
- 1974 — Хосе Давид Альфаро Сикейрос (р. 1896), мексиканский художник и политик, деятель коммунистического движения.
- 1976 — Афрасияб Бадалбейли (р. 1907), композитор, дирижёр, музыковед, народный артист Азербайджанской ССР.
- 1981 — Арчибальд Кронин (р. 1896), шотландский писатель.
- 1990 — Ганс Ярай (р. 1906) австрийский писатель, певец, актёр театра и кино.
- 1990 — Павел Черенков (р. 1904), русский советский физик, академик, лауреат Нобелевской премии (1958).
- 1993
  - погиб Юрий Аделунг (р. 1945), российский поэт, бард.
  - Диззи Гиллеспи (р. 1917), американский джазовый трубач, певец, композитор.
  - Рудольф Нуриев (р. 1938), советский, британский и французский артист балета, балетмейстер.
- 1998 — Георгий Свиридов (р. 1915), русский советский композитор, пианист, народный артист СССР.
- 1999 — Мишель Петруччиани (р. 1962), французский джазовый пианист.
- 2000
  - Хорст Зееман (р. 1937), немецкий кинорежиссёр, сценарист и композитор.
  - Анатолий Соловьёв (р. 1922), актёр театра и кино, заслуженный артист РСФСР.

### XXI век
- 2002 — Серж Бриньоли (р. 1903), швейцарский художник, скульптор и коллекционер.
- 2005 — Борис Штоколов (р. 1930), советский певец (бас), народный артист СССР.
- 2006 — Лу Ролз (р. 1933), американский певец (баритон), обладатель трёх премий «Грэмми».
- 2014 — Николай Шмелёв (р. 1936), советский и российский экономист, академик РАН, писатель.
- 2023 — Джанлука Виалли (р. 1964), итальянский футболист и тренер.
- 2025 — Хризостом (Мартишкин) (р. 1934), Митрополит Виленский и Литовский.

## Русский народный календарь
Рождественский сочельник, Коляда, Кутейник. Святвечер, Постная кутья, Вилия.
- В сочельник не приступали к вечерней трапезе (ужину) до тех пор, пока на небе не покажется первая звезда.
- Ясный день сулил хороший урожай.
- Коли тропинки в лесу черны — урожай на гречу.
- Звездист небосвод — ждёт ягодный год и на скот велик приплод.
- Дня прибыло на куриную ступню[4].
- Если звёзды редки — ягод в тот год будет мало.
- Подмечали: за сколько дней до Рождества случится иней, за столько дней до Иванова дня (21 марта) погода будет благоприятна для весенних посевов.
- Если Млечный Путь на небе полон звёзд и светел — к вёдру, а коли Млечный Путь тусклый — к ненастью[5].
- Если на Сочельник снежная погода — будет урожай на хлеб.
- Снегопад — верный признак процветания хозяйства в новом году.
- А если в этот день мороз — в семье будет совет да любовь[6].